# Famille de Châtillon de Michaille
Pour les articles homonymes, voir Châtillon.
La famille de Châtillon de Michaille est originaire du Bugey de la commune de Châtillon-en-Michaille dans le département français de l'Ain et dont la première mention date du XIIe siècle. D'abord vassaux des comtes de Genève, par d'étroites alliances ils s'attachèrent à la maison de Thoire-Villars.
Cette famille s'éteignit en la personne de Claude, seigneur de Châtillon, qui ne laissa que deux filles : Diane mariée à Claude-Philibert de Seyssel, seigneur du Châtelard-en-Semine (Franclens) et de Cevins ; Hélène mariée à Jean-Amé de Bouvens, seigneur de Bouvens (Bourg-en-Bresse), de Saint-Julin (Crémieu), comte de Saint-Pierre au marquisat de Saluces, gouverneur de la citadelle de Bourg.

## Titres
Leur seigneurie comprenait toute la région entre le Rhône et la Valserine, le mandement de Seyssel, le prieuré de Nantua ainsi que plusieurs arrière-fiefs : Musinens, Mussel.
Liste non exhaustive des titres que porta la famille de Châtillon de Michaille :
- seigneur de Chappelles (Surjoux)[Note 1], de Châtillon-en-Michaille.

## Filiation
- Guillaume de Châtillon (vivant en 1158)[4].
- Turumbert de Châtillon (vivant en 1158)[4].
- Claude de Châtillon (vivant en 1420), puîné[5].
- Guillaume de Châtillon[5].
- Jean de Châtillon (vivant en 1463), seigneur de Chapelles (Surjoux), marié à Claudine de Luyrieux, fille du seigneur de Montvéran[5].
- Claude de Châtillon, seigneur de Châtillon[3].
  - Diane de Châtillon, mariée à Claude-Philibert de Seyssel, seigneur du Châtelard-en-Semine (Franclens) et de Cevins[3].
  - Hélène de Châtillon, mariée à Jean-Amé de Bouvens, seigneur de Bouvens (Bourg-en-Bresse), de Saint-Julin (Crémieu), comte de Saint-Pierre au marquisat de Saluces, gouverneur de la citadelle de Bourg[3].
- Marie de Chatillon, mariée à Jean Aleman, seigneur d'arbent et de Coiselet, en 1374, mère du futur bienheureux et cardinal Louis Aleman, cadet de deux frères chevaliers[6].

## Possessions
Liste non exhaustive des possessions tenues en nom propre ou en fief de la famille de Châtillon de Michaille :
- maison forte de Chappelles, à Surjoux ;
- Château de Châtillon-en-Michaille, à Châtillon-en-Michaille.